# Fakulteta za državne in evropske študije
Fakulteta za državne in evropske študije (kratica FDŠ) je zasebna fakulteta, ki je članica Nove Univerze. Sedež ima v Kranju, dislocirani enoti pa v Mariboru in Ljubljani, v Drofenigovi hiši.
Na FDŠ NU je bilo na 31. 12. 2018 redno zaposlenih sedem (7) visokošolskih učiteljev v skupnem deležu zaposlitve 37%.

## Zgodovina
Fakulteta je bila ustanovljena leta 2000 kot samostojen visokošolski zavod, leta 2017 pa je postala ena od treh ustanovnih članic Nove univerze.

## Organiziranost
Katedre
- Katedra za ustavno pravo in človekove pravice,
- Katedra za javno upravo,
- Katedra za mednarodne, evropske in diplomatske študije,
- Katedra za nacionalne in mednarodne varnostne študije,
- Katedra za teorijo prava in etiko v javnem življenju.

Študijski centri
- Kranj (Žanova ulica 3, 4000 Kranj)
- Ljubljana (Mestni trg 23, 1000 Ljubljana)
- Maribor (Prešernova ulica 17, 2000 Maribor)

## Znani študenti
- Anže Logar, poslanec DZ (2014-)
- Boštjan Poklukar, minister za notranje zadeve (2018-)